# (13920) Montecorvino
(13920) Montecorvino est un astéroïde de la ceinture principale aréocroiseur.

## Description
(13920) Montecorvino est un astéroïde aréocroiseur. Il présente une orbite caractérisée par un demi-grand axe de 2,16 UA, une excentricité de 0,24 et une inclinaison de 3,1° par rapport à l'écliptique.

## Compléments